# 李庸澈
李庸澈（리용철，1967年—），出生於平壤市普通江區域，北韓政治家及朝鮮勞動黨成員，曾出任金日成金正日主義青年同盟委員長和最高人民會議代議員。現無官職在身。

## 生平
李庸澈的父親為前朝鮮勞動黨組織指導部副部長李華善。李庸澈本人先後於萬景臺革命學院和金日成綜合大學社會科學系畢業。2002年出任科學院青年同盟委員會秘書一職。2007年，接替金京浩擔任金日成金正日主義青年同盟委員長。2009年，於最高人民會議選舉成功當選。翌年，被推舉為黨中央委員會委員。2011年12月，金正日離世，獲繼任人金正恩列入治葬委員會成員。2012年3月，在青年同盟第47次全體會議中因「年時已高」被擺免委員長之職。

## 資料來源
1. 1 2  . Daily NK. 2012-03-23  [2017-11-05].
2. 1 2 3 4 5 6  . 북한자료센터.   [2017-11-05]. （原始内容存档于2017-11-10）.